# Taillancourt
Taillancourt ist eine französische Gemeinde mit 123 Einwohnern (Stand 1. Januar 2022) im Département Meuse in der Region Grand Est (bis 2015 Lothringen); sie gehört zum Arrondissement Commercy und zum Gemeindeverband Communauté de communes de Commercy-Void-Vaucouleurs.

## Geografie
Taillancourt liegt an der Maas, rund 40 Kilometer westsüdwestlich von Nancy im Süden des Départements Meuse. Weite Teile der Gemeinde sind bewaldet (Bois de Taillancourt).
Nachbargemeinden sind Champougny im Norden und Nordosten, Montbras im Osten, Burey-la-Côte und Goussaincourt im Südosten, und Süden, Vouthon-Bas im Südwesten, Amanty im Westen sowie Maxey-sur-Vaise im Westen und Nordwesten.

## Geschichte
Wie alle Orte der Gegend litt Taillancourt im Mittelalter unter Konflikten. Die schlimmsten Verwüstungen richteten der Hundertjährige Krieg und der Dreißigjährige Krieg an. Der Name der heutigen Gemeinde wurde im Jahr 1327 unter dem Namen Tallancourt erstmals in einem Dokument erwähnt. Im Mittelalter lag die heutige Gemeinde innerhalb der Champagne und gehörte zur Bailliage Chaumont. Von 1766 bis zur Französischen Revolution lag die Gemeinde im Grand-gouvernement de Lorraine-et-Barrois. Taillancourt gehörte von 1793 bis 1801 zum District Gondrecourt. Von 1793 bis 1801 war sie Teil des Kantons Maxey sur Vaise. Seit 1801 liegt sie im Kanton Vaucouleurs. Die Gemeinde ist seit 1801 dem Arrondissement Commercy zugeteilt.

## Bevölkerungsentwicklung
Die Gemeinde teilt das Schicksal vieler Landgemeinden in Frankreich. Ab 1840 beginnt die Landflucht. Vom Höchststand 1800 bis zum Tiefststand 1982 verminderte sich die Anzahl Bewohner um 81,2 Prozent.
| Jahr                       | 1962 | 1968 | 1975 | 1982 | 1990 | 1999 | 2011 | 2019 |
| Einwohner                  | 129  | 108  | 115  | 96   | 98   | 121  | 150  | 124  |
| Quellen: Cassini und INSEE |      |      |      |      |      |      |      |      |

## Sehenswürdigkeiten
- Kirche Saint-Gengoult aus dem Jahr 1760; Chor aus dem Jahr 1840
- drei Dorfbrunnen und Türportale in der Rue Delle
- Denkmal für die Gefallenen[1]
- Waschhaus (Lavoir) aus dem 18. Jahrhundert
- zwei Wegkreuze im Dorfzentrum und an der D964

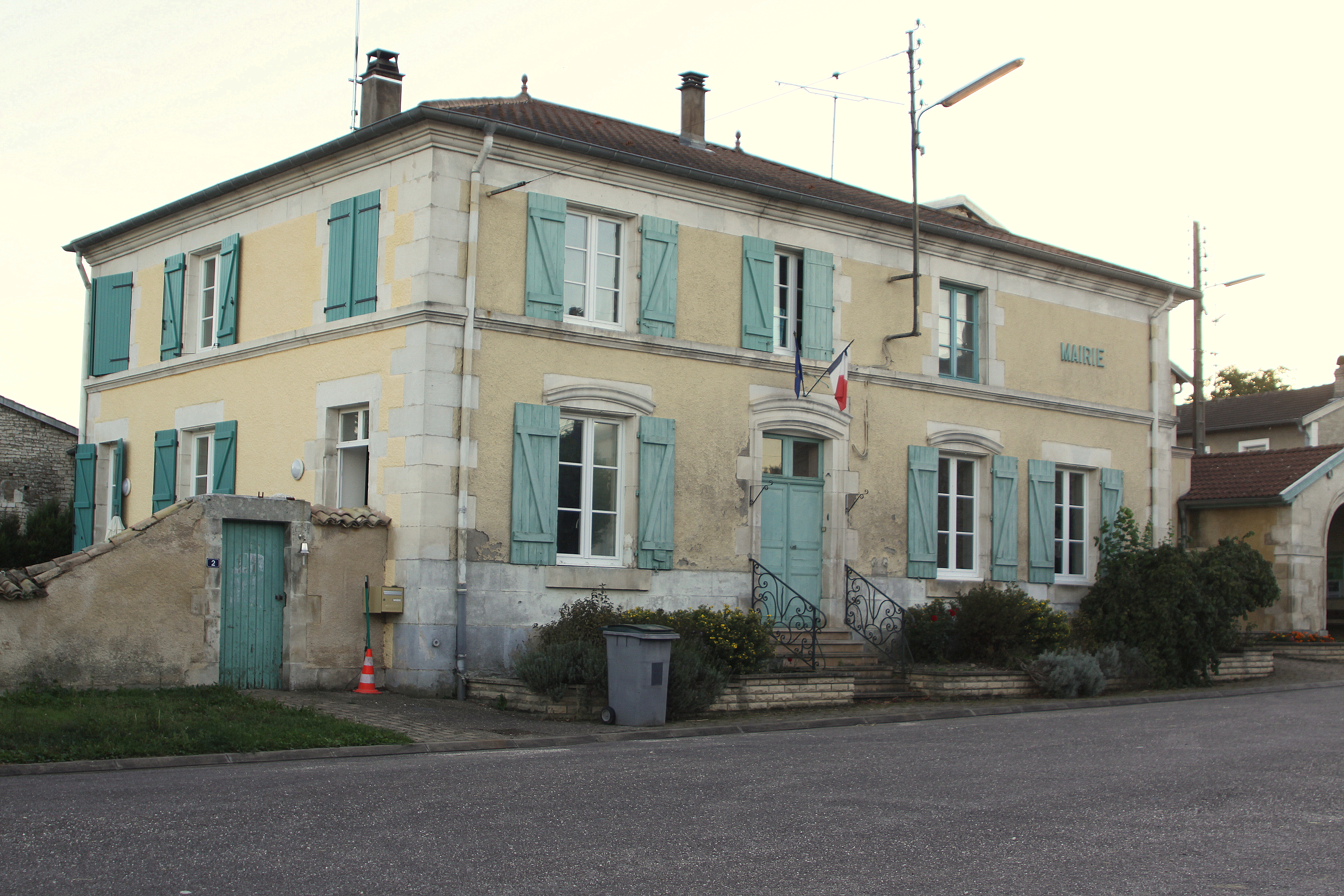
Rathaus (Mairie) der Gemeinde
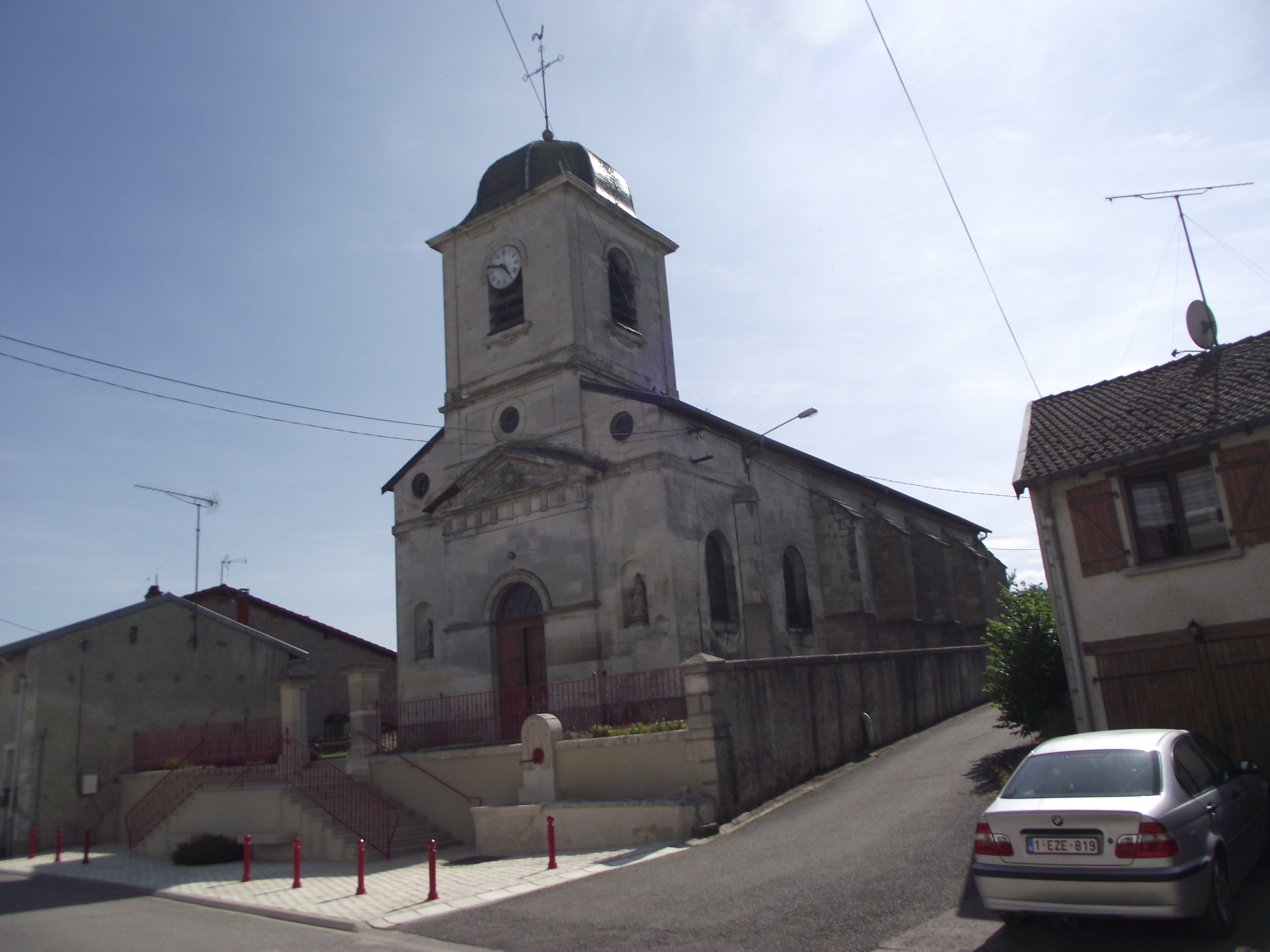
Kirche Saint-Gengoult
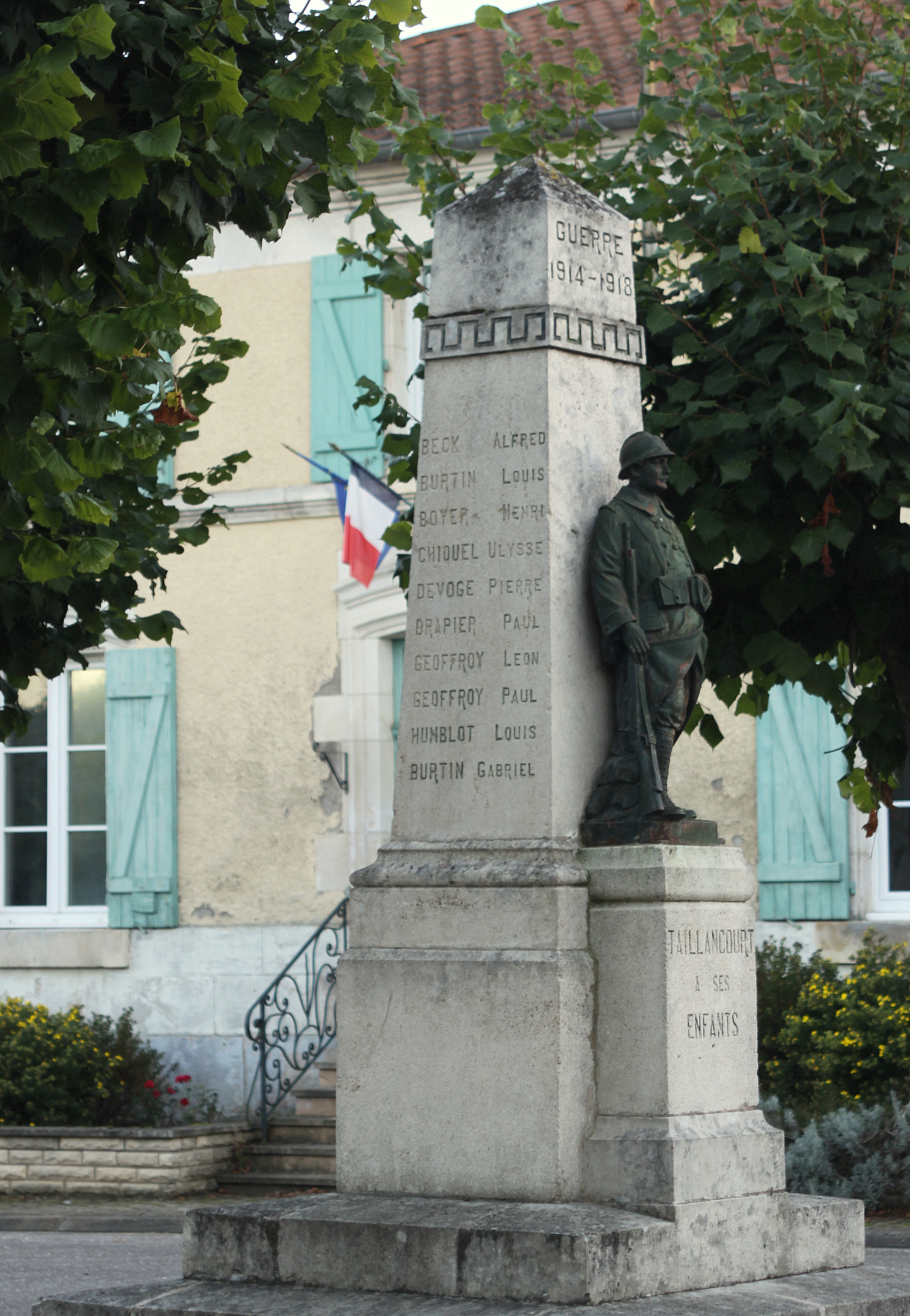
Denkmal für die Gefallenen
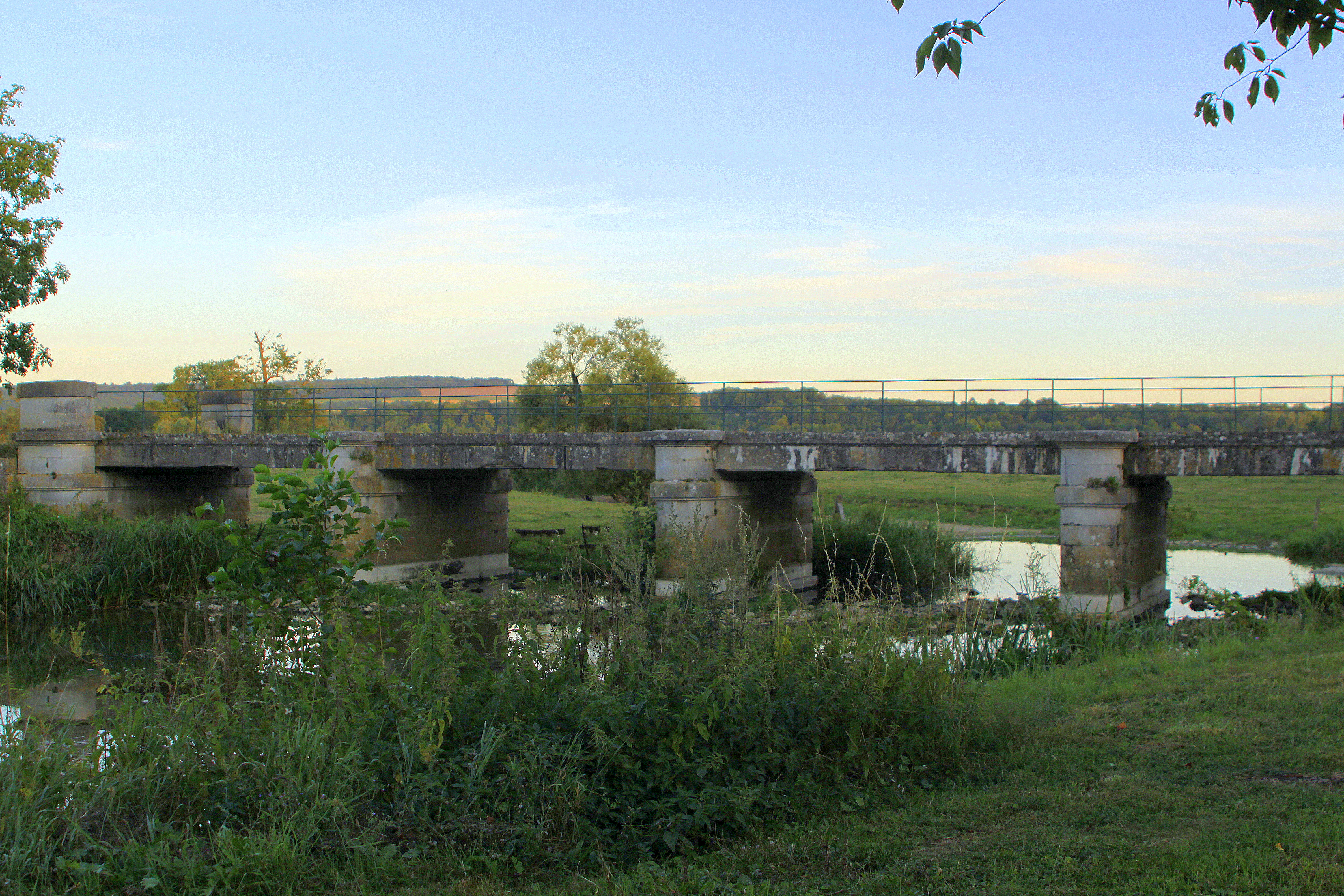
Brücke über die Maas

## Verkehr
Die Gemeinde befindet sich an der D964 fernab von überregionalen Verkehrsverbindungen.
Nächstgelegener Bahnhof ist Pagny-sur-Meuse an der Bahnstrecke Paris–Straßburg in rund 19 Kilometer Entfernung.